# Take a Pebble
Take a Pebble è un brano musicale del gruppo progressive rock inglese Emerson, Lake & Palmer. Ed è la seconda traccia del loro album d'esordio, pubblicato nel 1970.

## Descrizione

### Genesi
Il brano, scritto interamente da Greg Lake e arrangiato da tutto il trio, incomincia con una morbida ballata. Nella registrazione originale, Keith Emerson incomincia a suonare le note del pianoforte (senza che esse vengano colpite dai martelletti) pizzicando le corde a mo' di arpa, mentre Lake entra al basso e Carl Palmer alle sottili percussioni. Poi Emerson passa a un rapido pianoforte a mano, ascendente e discendente in mi bemolle minore e in fa minore nelle prime otto battute della prima sezione "LA", mentre Lake inizia a cantare:
(G. Lake)
Emerson torna a pizzicare a mo' di arpa le corde del pianoforte, tra le prime due sezioni "LA", mentre Lake suona il basso e Palmer la batteria. Quindi, Emerson improvvisa dietro la voce di Lake nelle prime otto battute della seconda sezione "LA". Un breve intermezzo di pianoforte conduce a una sezione jazz composta da una band, dove il tema che Lake aveva cantato in precedenza viene sviluppato e ampliato ulteriormente (nella registrazione originale, un altro interludio pianistico porta a pizzicare a mo' di arpa le corde del pianoforte).
La breve sezione di chitarra acustica in stile folk di Lake che segue a metà della registrazione originale, dove il cantante stesso passa brevemente dal suonare il basso, con Palmer che fa suoni di percussioni simili all'acqua, poi una sezione ritmica di accordi di chitarra strimpellata simile a un hoedown – con battiti di mani su 2 e 4, seguiti da un arpeggio di chitarra pizzicata – dà un'idea di come poteva suonare lo stile originale del brano, prima dell'arrangiamento di Emerson della maggior parte del pezzo. Infine, un altro intermezzo di pianoforte conduce a un'improvvisazione modale a mo' di un gruppo jazz, seguita dall'head out e dalla coda.

### Interpretazione
Le sezioni in stile jazz ricordano, in tal modo, l'adattamento in stile jazz di Keith Emerson di fine anni sessanta di How Can We Hang On to a Dream? (composta dallo statunitense Tim Hardin) per il suo primo gruppo, i Nice. L'ostinato della mano sinistra potrebbe essere basato su un simile da Musica ricercata, settimo movimento di György Ligeti.
Nelle prime versioni live del brano, come si vede nel DVD Pictures at an Exhibition del Lyceum nel dicembre 1970, Greg Lake cantava alcuni versi dello standard folk Old Blue verso la fine del suo intermezzo di chitarra acustica. Nelle successive versioni dal vivo di Take a Pebble, sono stati aggiunti i brani Still... You Turn Me On e Lucky Man (come registrati nell'album dal vivo Welcome Back, My Friends, to the Show That Never Ends) alla sezione di chitarra acustica in stile folk di Lake, seguita da un assolo di brani jazz e blues per pianoforte di Emerson (a cui la band si sarebbe unita proprio alla fine) e da un'improvvisazione di Take a Pebble che si muove tra il fa minore e il mi bemolle minore (spesso con Carl Palmer ai timpani) e, infine, la chiusura del brano.
La sezione di chitarra acustica in stile folk di Lake e/o il formato d'inserimento di altre sue canzoni all'interno di Take a Pebble vennero successivamente abbandonate del tutto, ed Emerson di solito esegue una più breve improvvisazione al pianoforte solo (non un medley di brani) basata su un ostinato in fa minore, seguito da un'improvvisazione di Take a Pebble e, infine, la conclusione del brano (come si vede nel DVD Live at Montreux 1997).

## Formazione

### Gruppo
- Keith Emerson – pianoforte
- Greg Lake – basso, chitarra acustica, voce
- Carl Palmer – batteria, percussioni

### Crediti
- Greg Lake – produttore